# Dienstgeschäft
Als Dienstgeschäft sind in Deutschland die dem Beamten, Soldaten oder Richter zur Erledigung übertragenen dienstlichen Aufgaben anzusehen. Bei Beamten knüpft der Begriff des Dienstgeschäftes an das Amt im konkret-funktionellen Sinne an.
Der Begriff entstammt dem Dienstrecht sowie dem Arbeitsrecht der Arbeitnehmer im öffentlichen Dienst (Tarifbeschäftigte). Er wird insbesondere im Zusammenhang mit Dienstreisen verwendet. Demnach dient eine Dienstreise der Wahrnehmung von Dienstgeschäften außerhalb der Dienststätte (auswärtige Dienstgeschäfte). Eine Dienstreise besteht aus dem auswärtigen Dienstgeschäft, der Reisetätigkeit und eventuellen Wartezeiten.
Bevor eine Dienstreise zur Erledigung auswärtiger Dienstgeschäfte in Betracht kommt, ist aus Gründen der Sparsamkeit, Wirtschaftlichkeit oder der Fürsorgepflicht zu prüfen, ob die Dienstgeschäfte nicht auch auf kostengünstigere Weise erledigt werden können, z. B. telefonisch oder per Videokonferenz.
Auch die Erledigungen von Dienstgeschäften am Dienst- oder Wohnort, aber außerhalb der Dienststätte, sind Dienstreisen.

## Geschäftsort
Geschäftsort ist die politische Gemeinde, in der das Dienstgeschäft erledigt wird.

## Beispiele
Beispiele für auswärtige Dienstgeschäfte sind:
- Teilnahme an dienstlichen Besprechungen,
- Dienstaufsicht durch Dienststellenleiter,
- Teilnahme an repräsentativen Veranstaltungen,
- Prüfungstätigkeiten.

Keine Dienstgeschäfte sind die Teilnahme an:
- Betriebsausflügen,
- Personalversammlungen.